# オサレもん
『オサレもん』は、2014年10月15日（14日深夜）から2015年3月25日（24日深夜）までフジテレビジョン系列で放送されていたバラエティ番組。
番組のオープニングでコールされていた番組タイトルは、『勝ち残り演舞会 オサレもん』だった。
この番組のMCのおぎやはぎと松岡茉優は、前身番組の『うつけもん』及び後継番組の『ツギクルもん』でもMCを担当している。
後継番組の『オサレもんプレミア』についてもここで扱う。

## 出演者
MC
- おぎやはぎ（小木博明・矢作兼）
- 松岡茉優

ナレーション
- 中村仁美（フジテレビアナウンサー）

## オサレもん

### 番組概要
毎週6組の芸人（オサレもん）たちが、2組ずつに分かれそれぞれネタを披露し対決する。
審査は3名の「親方」（MCの小木、ゲスト、観覧席の一般人から1人）が担当し、より多くの親方の支持を集め勝利した芸人は次回の放送の出演権を獲得する。
3週勝ち抜きで「オサレ小結」、4週勝ち抜きで「オサレ大関」、5週勝ち抜きで「オサレ横綱」の称号が与えられる。オサレ横綱に昇進した場合、次回の出演権は獲得しない。
また、出演した芸人の中から最も楽しませてくれた芸人を1組選び、「敢闘賞」として「オサレモン」が贈呈されることになる。
敗者が敢闘賞を獲得した場合、贈呈された「オサレモン」を次回のオーディションの際に提示すれば、そのオーディションは無条件で合格（予選免除で番組出演決定）となる。

### ネット局と放送時間
| 放送対象地域   | 放送局             | 系列           | 放送期間                       | 放送日時                      | 遅れ       |
| -------------- | ------------------ | -------------- | ------------------------------ | ----------------------------- | ---------- |
| 関東広域圏     | フジテレビ         | フジテレビ系列 | 2014年10月15日 - 2015年3月25日 | 水曜 0:10 - 0:35 （火曜深夜） | 制作局     |
| 北海道         | 北海道文化放送     | フジテレビ系列 | 2014年10月15日 - 2015年3月25日 | 水曜 0:10 - 0:35 （火曜深夜） | 同時ネット |
| 岩手県         | 岩手めんこいテレビ | フジテレビ系列 | 2014年10月15日 - 2015年3月25日 | 水曜 0:10 - 0:35 （火曜深夜） | 同時ネット |
| 宮城県         | 仙台放送           | フジテレビ系列 | 2014年10月15日 - 2015年3月25日 | 水曜 0:10 - 0:35 （火曜深夜） | 同時ネット |
| 秋田県         | 秋田テレビ         | フジテレビ系列 | 2014年10月15日 - 2015年3月25日 | 水曜 0:10 - 0:35 （火曜深夜） | 同時ネット |
| 山形県         | さくらんぼテレビ   | フジテレビ系列 | 2014年10月15日 - 2015年3月25日 | 水曜 0:10 - 0:35 （火曜深夜） | 同時ネット |
| 福島県         | 福島テレビ         | フジテレビ系列 | 2014年10月15日 - 2015年3月25日 | 水曜 0:10 - 0:35 （火曜深夜） | 同時ネット |
| 新潟県         | 新潟総合テレビ     | フジテレビ系列 | 2014年10月15日 - 2015年3月25日 | 水曜 0:10 - 0:35 （火曜深夜） | 同時ネット |
| 長野県         | 長野放送           | フジテレビ系列 | 2014年10月15日 - 2015年3月25日 | 水曜 0:10 - 0:35 （火曜深夜） | 同時ネット |
| 富山県         | 富山テレビ         | フジテレビ系列 | 2014年10月15日 - 2015年3月25日 | 水曜 0:10 - 0:35 （火曜深夜） | 同時ネット |
| 石川県         | 石川テレビ         | フジテレビ系列 | 2014年10月15日 - 2015年3月25日 | 水曜 0:10 - 0:35 （火曜深夜） | 同時ネット |
| 福井県         | 福井テレビ         | フジテレビ系列 | 2014年10月15日 - 2015年3月25日 | 水曜 0:10 - 0:35 （火曜深夜） | 同時ネット |
| 中京広域圏     | 東海テレビ         | フジテレビ系列 | 2014年10月15日 - 2015年3月25日 | 水曜 0:10 - 0:35 （火曜深夜） | 同時ネット |
| 静岡県         | テレビ静岡         | フジテレビ系列 | 2014年10月15日 - 2015年3月25日 | 水曜 0:10 - 0:35 （火曜深夜） | 同時ネット |
| 近畿広域圏     | 関西テレビ         | フジテレビ系列 | 2014年10月15日 - 2015年3月25日 | 水曜 0:10 - 0:35 （火曜深夜） | 同時ネット |
| 島根県・鳥取県 | 山陰中央テレビ     | フジテレビ系列 | 2014年10月15日 - 2015年3月25日 | 水曜 0:10 - 0:35 （火曜深夜） | 同時ネット |
| 岡山県・香川県 | 岡山放送           | フジテレビ系列 | 2014年10月15日 - 2015年3月25日 | 水曜 0:10 - 0:35 （火曜深夜） | 同時ネット |
| 広島県         | テレビ新広島       | フジテレビ系列 | 2014年10月15日 - 2015年3月25日 | 水曜 0:10 - 0:35 （火曜深夜） | 同時ネット |
| 愛媛県         | テレビ愛媛         | フジテレビ系列 | 2014年10月15日 - 2015年3月25日 | 水曜 0:10 - 0:35 （火曜深夜） | 同時ネット |
| 高知県         | 高知さんさんテレビ | フジテレビ系列 | 2014年10月15日 - 2015年3月25日 | 水曜 0:10 - 0:35 （火曜深夜） | 同時ネット |
| 福岡県         | テレビ西日本       | フジテレビ系列 | 2014年10月15日 - 2015年3月25日 | 水曜 0:10 - 0:35 （火曜深夜） | 同時ネット |
| 佐賀県         | サガテレビ         | フジテレビ系列 | 2014年10月15日 - 2015年3月25日 | 水曜 0:10 - 0:35 （火曜深夜） | 同時ネット |
| 長崎県         | テレビ長崎         | フジテレビ系列 | 2014年10月15日 - 2015年3月25日 | 水曜 0:10 - 0:35 （火曜深夜） | 同時ネット |
| 熊本県         | テレビ熊本         | フジテレビ系列 | 2014年10月15日 - 2015年3月25日 | 水曜 0:10 - 0:35 （火曜深夜） | 同時ネット |
| 鹿児島県       | 鹿児島テレビ       | フジテレビ系列 | 2014年10月15日 - 2015年3月25日 | 水曜 0:10 - 0:35 （火曜深夜） | 同時ネット |
| 沖縄県         | 沖縄テレビ         | フジテレビ系列 | 2014年10月15日 - 2015年3月25日 | 水曜 0:10 - 0:35 （火曜深夜） | 同時ネット |
| 青森県         | 青森テレビ         | TBS系列        | 2014年10月21日 - 2015年4月15日 | 火曜 23:58 - 翌0:23           | 遅れ       |

## オサレもんプレミア
「オサレもん」のレギュラー放送終了後に、『オサレもんプレミア』のタイトルで、不定期での放送が開始された。
番組のオープニングでコールされている番組タイトルは、『不定期演舞会 オサレもんプレミア』である。
『オサレもん』に出演していた芸人のほか、前身番組の『うつけもん』に出演していた芸人、さらには、どちらの番組にも出演できなかった「のこりもん」の芸人たちも出演している。

### 番組概要
様々な芸人たちがネタやうつけ芸を披露し、MCの小木が独断と偏見で「大オサレ、中オサレ、小オサレ、その他大勢」の四段階で評価する。
最終的に大オサレ（第1位）となった芸人には「オサレモン」が贈呈され、次回の放送があった場合の優先出演権が与えられる。
なお、「オサレ横綱」 以外の番付はすべてリセットされ、無かったことになっている。

### 放送データ
| 放送回 | 放送日                                     | 放送時間    | 放送地域（同時ネット）     | 備考                       |
| ------ | ------------------------------------------ | ----------- | -------------------------- | -------------------------- |
| 第1回  | 2015年4月1日 水曜日 （3月31日 火曜日深夜） | 1:05 - 2:05 | 関東広域圏・宮城県・高知県 | ほかに遅れ放送の地域あり。 |
| 第2回  | 2015年5月9日 土曜日 （5月8日 金曜日深夜）  | 2:30 - 3:30 | 関東広域圏                 | ほかに遅れ放送の地域あり。 |

## BGM
オープニング＆エンディングテーマ
- Hey Hey Baby Pop （カジヒデキ）

ナレーションバック
- 怒れる小さな茶色い犬 （Cymbals）

## スタッフ
- 構成：大平尚志、酒井義文、長谷川優、藤井直樹
- 美術制作：棈木陽次
- デザイン：鈴木賢太
- 美術進行：林勇
- 大道具：松本達也
- アクリル装飾：相原加奈
- 装飾：百瀬貴弥
- メイク：山田かつら
- TP：児玉洋
- TM：高瀬義美
- SW：河西純
- CAM：小池悟志
- VE：土井理沙
- AUD：高橋幸則
- LD：根本進
- CG：鈴木鉄平
- 編集：渡辺寛樹
- MA：木村亮允
- 音響効果：大平拓也
- TK：海老澤廉子
- 美術協力：フジアール、sweetie
- 技術協力：ニューテレス、IMAGICA、FMT、4-Legs、MULTI BACKS
- 衣裳協力：SUPER HAKKA
- 制作協力：PLATFORM,INC、a.grid
- 広報：川本洋平
- デスク：馬場瞳
- 製作進行：阿部知恵子
- FD：飛田竜平
- ディレクター：筧大輝、安部聖之、新井孝輔
- 演出：原武範
- プロデューサー：朝妻一、小澤慧里子
- 演出・チーフプロデューサー：藪木健太郎
- 制作著作：フジテレビ